# عبدالله حبیبی
عبدالله حبیبی (زاده: ۱۳۳۱ خورشیدی از ولسوالی چوکی ولایت کنر) سیاستمدار و از فرماندهان نظامی در افغانستان می‌باشد. در دوره حکومت وحدت ملی به ریاست جمهوری محمد اشرف غنی در سمت وزارت دفاع فعالیت می‌کرد و پس از رویدادهای حمله به قول اردوی شاهین و با افزایش اعتراضات نسبت به مسائل امنیتی در افغانستان در ۴ اردیبهشت/ثور ۱۳۹۶ مجبور به استعفا گردید.

## زندگی‌نامه
عبدالله حبیبی زاده ۱۳۳۱ در ولسوالی چوکی ولایت کنر به دنیا آمد. او تحصیلات پس از اتمام تحصیلات ابتدایی خود در سال ۱۳۴۲ وارد حربی شونځی شد و در سال ۱۳۴۸ از آن فارغ گردید. در همان سال وارد دانشکده توپچی حربی شد و توانست در سال ۱۳۵۱ در رتبه نظامی دوهم بریدمن فارغ گردد. پس از آن به مدت ۴ سال برای آموزش تحصیلات نظامی به خارج کشور رفت و توانست پس از کسب مدرک ماستری نظامی را کسب کند. حبیبی در سال ۱۳۶۹ به رتبه نظامی تورنجنرال ارتقاء یافت و در سال ۱۳۹۴ توانست به رتبه دگرجنرال ترفیع پیدا کند. وی دارای ۵ فرزند می‌باشد.

## دولت وحدت ملی
وی در سال ۲۰۱۴ به عنوان سرپرست وزارت دفاع تعیین شد و توانست رای اعتماد پارلمان را در خرداد/جوزا ۱۳۹۵ با ۱۶۸ رای اعتماد پارلمان را کسب کند. حبیبی در سال ۱۳۹۶ پس از افزایش اعتراض‌ها به عملکرد وزارت دفاع و پس از حمله طالبان به قول ارودی شاهین که منجر به کشته شدن بیش از ۱۰۰ سرباز نیروهای دولتی افغانستان شد به همراه رئیس ستاد ارتش افغانستان مجبور به استعفا شد. 